# Kalidiatou Niakaté
Kalidiatou Niakaté (født 15. marts 1995 i Aubervilliers, Frankrig) er en kvindelig fransk håndboldspiller.
Hun var med til at vinde OL-guld i håndbold for Frankrig, ved Sommer-OL 2020 i Tokyo, efter finalesejr over Rusland, med cifrene 30-25.

## Resultater

### Landshold
De Olympiske Lege
- Guld: 2020

Verdensmesterskab
- Guld: 2017
- Søv: 2021

Europamesterskab
- Guld: 2018
- Sølv: 2020

### Klubhold
EHF Champions League
- Finalist: 2021

LFH Division 1
- Guld: 2021

Coupe de France
- Guld: 2021